# FIFA 14
FIFA 14 dvadesetprvo je izdanje Electronic Artsovog serijala FIFA. Proizvođač igre je EA Canada. Igra je izašla 24. rujna 2013. za PlayStation 3 i Xbox 360 u Sjevernoj Americi i 27. rujna 2013. u ostalim regijama. Igra je također izdana za Windows, PlayStation 2, PlayStation Portable, Wii, Nintendo 3DS, PlayStation Vita, uključujući i konzole nove generacije, PlayStation 4 i Xbox One. Također je izdana na uređajima koji pokreću Android i iOS operativne sustave.

## Mogućnosti

### Career Mode
Ima novo redizajnirano i intuitivnije sučelje, što omogućuje bolji pregled informacija, lakše kretanje unutar menia s manje prekida i skautiranjem igrača u realnom vremenu. Skautiranje igrača znatno je detaljnije i vrlo važno za uspjeh klubova.

### Licence
Prateći dogovor između udruge profesionalnih igrača Crne Gore, FIFProa i EA Sportsa, u ožujku 2013. je objavljeno da će Crna Gora prvi put biti uvrštena u reprezentacije serijala FIFA-e kao potpuno licencirana ekipa. U srpnju 2013. EA Sports je objavio da su 19 brazilskih klubova službeno licencirani: 18 iz Campeonato Brasileiro Série A sezone 2013. a također će biti uključen i Palmerias.

### Ignite
Novi engine nazvan Ignite Engite će biti dostupan u FIFI 14. Ovaj engine uključuje i grafičke i gameplay promjene kao što su poboljašnje publike, realističnije kretnje igrača i još puno toga. Ovaj engine će biti samo dostupan na PlayStation 4 i Xbox One verzijama.

### Ultimate Team
FIFA Ultimate Team potvrđen je za FIFU 14 na svim platformama, s eksluzivnim dodatkom za skidanje za Xbox One.

## Omoti
Lionel Messi se vraća kao glavna zvijezda za sve regije na globalnom omotu, nakon što je već bio na omotu za FIFA 13 i FIFA Street. Ovo će biti prvi put da se ime FIFA Soccer neće koristit u Sjevernoj Americi.
- Meksiko će na omotu imati Javiera Hernándeza uz Messija.
- SAD će imati dva omota: glavni omot samo s Messijem ili meksički omot s Javierom Hernándezom uz Messija.
- Srednja Amerika i Južna Amerika (osim Brazila) će sadržavati čileanskog veznjaka Artura Vidala s Messijem na omotu.
- Gareth Bale će se pojaviti na omotu s Messijem u UK, Irskoj i Bliskom Istoku.

## Vanjske poveznice
- Službena stranica